# Gračac (Szerbia)
Gračac (szerbül: Грачац), település Szerbiában, a Raškai körzet Vrnjačka Banja községében.

## Népesség
- 1948-ban 2 395 lakosa volt.
- 1953-ban 2 386 lakosa volt.
- 1961-ben 2 277 lakosa volt.
- 1971-ben 2 129 lakosa volt.
- 1981-ben 2 012 lakosa volt.
- 1991-ben 2 045 lakosa volt.
- 2002-ben 2 011 lakosa volt, akik közül 1 851 szerb (92,04%), 124 roma, 18 montenegrói, 7 jugoszláv, 4 macedón, 1 muzulmán, 1 szlovén és 3 ismeretlen.